# Gharnati
Sous-genres
Nouba
Inqilab
Qadriya
Genres dérivés

Hawzi
Aroubi 
Madih (chant panégyrique)
Genres associés

École d'Alger (Sanâa)
École de Constantine (malouf)
La sanâa de Tlemcen ou gharnati, sanâa-gharnata (arabe : الغرناطي) désigne le répertoire de musique arabo-andalouse algérienne de l'école de Tlemcen et porte en souvenir, le nom de la ville espagnole de Grenade, dernier bastion de l'Andalousie sous souveraineté musulmane. Les Grenadins quittant la région devant la Reconquista ramènent vers le Maghreb leurs traditions musicales, dont le style qui découle d'une symbiose entre divers apports arabo-ibériques.
La Sanâa de Tlemcen est généralement exécutée en petite formation, composée de musiciens à la fois instrumentistes et chanteurs, et valorisant le chant en solo. Le chant est exécuté à l'unisson par un ensemble restreint, parfois enrichi d’ornements vocaux effectués par le mounchid, ce qui différencie le gharnati d'autres styles de musique arabo-andalouse.

## Origine et signification
Gharnati signifie « originaire de Grenade ». C'est le nom spécifique attribué en Algérie, à la nouba de l'école de Tlemcen, à côté de la sanâa de l'école d'Alger et du malouf de l'école de Constantine,,. Toutefois, selon Taoufik Bestandji, « école » est un terme impropre et flou, il n'y a pas de différences structurelles entre les spécificités de ces « Écoles ». Cette école se réclame de Grenade et porte le nom de la ville andalouse. Au-delà des rapprochements avec les villes d'Andalousie, les différences que l'on y décèle restent plutôt liées aux influences locales qu'à une différenciation originelle.
Le terme gharnata est revendiqué par l'école de Tlemcen. Cependant, selon Rachid Aous et Mohammed Habib Samrakandi, le terme y désigne plus généralement le répertoire andalou, y compris le houzi et l'aroubi, en opposition à la musique moderne, le mot sanâa est employé pour annoncer un programme distinct du hawzi ou de l'aroubi. L'école de Tlemcen, est par ailleurs également, appelée « sanâa de Tlemcen »,,. On désigne habituellement par ce terme, à la fois une pratique et un répertoire de
compositions musicales (de types modales) et de poèmes strophiques (mouachah et zadjal) inspirés de l'Espagne musulmane.
Le gharnati de Tlemcen a beaucoup de similitudes avec la sanâa d'Alger, ce n'est qu'avec la création de l'orchestre classique arabo-andalou de Radio d'Alger en 1946 qu'a eu véritablement lieu la dissociation entre les deux écoles. L'école possède des satellites à Nedroma, Oran et Mostaganem.

## Histoire

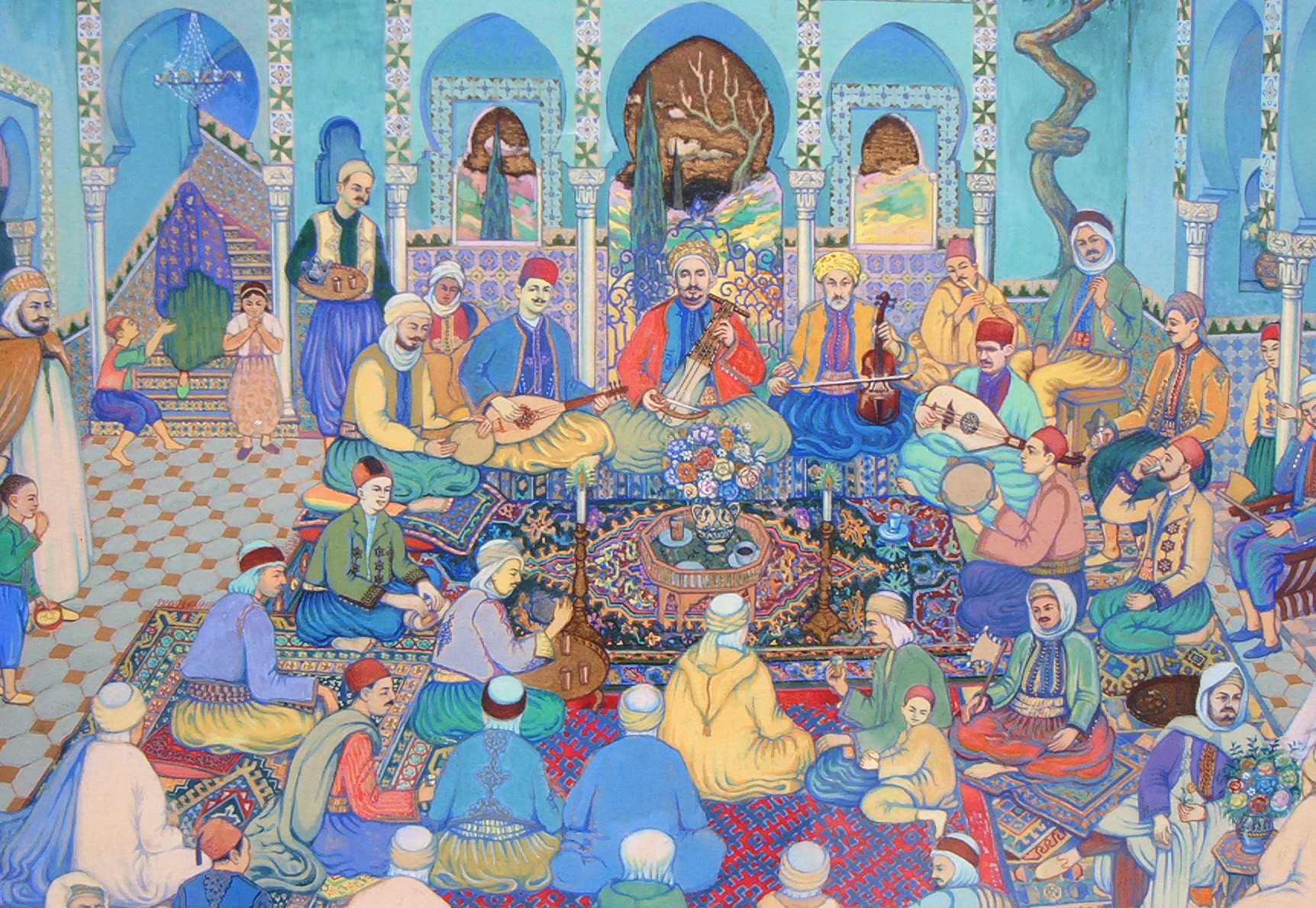
Larbi Bensari animant une soirée musicale à Tlemcen selon une miniature de Bachir Yellès.

Le Gharnati est basé à Tlemcen mais se joue également dans d'autres villes de la région. Ce style est le plus proche de l'original médiéval et bénéficie d'une tradition orale ininterrompue dans la ville depuis son introduction. C’est dans une atmosphère culturelle inspirée durant la période zianide que s'est développé cette école musicale.
Grenade et Tlemcen ont partagé des intérêts communs et établi des alliances : les dynasties nasride de Grenade et zianide se sont liées contre la couronne d'Aragon et à la dynastie mérinide, toutes deux précédemment alliées aux Nasrides, au XIIIe siècle. Les Morisques, expulsés en 1609, renforcent à leur tour l'héritage arabo-andalou dans cette ville.
Le modèle référentiel de cette école a été élaboré par cheikh Larbi Bensari, figure charismatique, qui a occupé tout le terrain de l'école de Tlemcen et qui a légué sa conception, certes héritée des anciens, la seule reconnue au début du XXe siècle, les traditions alternatives des maîtres de la même classe d'âge que ce dernier n'ont plus laissé de trace.
Au début du XXe siècle, beaucoup d'associations de gharnati ont vu le jour dans les villes de l'Ouest algérien, notamment La Société lyrique et artistique musulmane (SLAM) à Tlemcen. Grâce à des familles algériennes de Tlemcen et d'Alger, cette musique a été diffusée et implantée au Maroc, à Oujda et à Rabat, où des cheikhs (« maîtres musiciens » du genre) ont fondé des conservatoires au XXe siècle.
Durant la période coloniale, le style gharnati s'est implanté à Oujda à partir de Tlemcen, ville marocaine proche de cette dernière, au début du vingtième siècle. C'est un Tlemcenien du nom de Mohamed Bensmaïn qui fonda en 1921 l'association musicale Al Andaloussia de Oujda; c'est la première association du genre au Maroc. Quelques années plus tard, c’était au tour d’un autre maître de Tlemcen du nom de Mohamed Benghabrit de créer une autre association de gharnati à Rabat. De nos jours,on trouve des associations à Rabat et Oujda qui suivent la tradition de l'école de Tlemcen.
Jerrilynn D. Dodds, qui rappelle la pratique du gharnati à Tlemcen et Oran, mentionne également son implantation par des familles algériennes dans les villes d'Oujda et Rabat. Au Maroc, le gharnati porte la marque algérienne qui le fait nommer « dziri » par les gens de Fès.

## Structure du gharnati

### Modes
L'école de Tlemcen utilise un système musical modal basé sur seize modes (طبوع : tūbūb') traditionnellement, répartis en modes fondamentaux et en modes dérivés.
- Mawwāl (الموال)
  - Mawwāl (الموال)
  - Dīl (الذيل)
  - Raṣd ə-Dīl (رصد الذيل)
  - Māya (الماية)
- Zīdān (الزيدان)
  - Zīdān (الزيدان)
  - Raml əl-ʿAšiyya (رمل العشية)
  - Mǧənba (المجنبة)
- Raml əl-Māya (رمل الماية)
  - Raml əl-Māya (رمل الماية)
  - Raṣd (الرصد)
- 'Iraq Maṭlūq (العراق المطلوق)
  - 'Iraq Maṭlūq (العراق المطلوق)
  - Ḥsīn (الحسين)
  - Ġrībat əl-Ḥsīn (غريبة الحسين)
- Məzmūm (المزموم)
  - Məzmūm (المزموم)
- Ṣīkā (السيكاه)
  - Ṣīkā (السيكاه)
- Ǧārkā (الجاركاه)
  - Ǧārkā (الجاركاه)
- ‘Irāq Maḥṣūr (العراق المحصور)
  - ‘Irāq Maḥṣūr (العراق المحصور)
  - Ġrīb (الغريب)

### Système rythmique:Mizân
L'exécution du mizân est assurée par deux instruments à percussions, la darbouka et le târ en frappant alternativement, le centre et les rebords ce qui génèrent un temps fort (Dum) et un temps faible (Tac), respectivement. En outre, les cymbalettes du târ génèrent un son supplémentaire plus clair (Ecss).
On distingue huit rythmes :
1. Mîzān al-Qṣîd : se décline en deux formes :
  - Qṣîd qawl 
 qui accompagne le chant du mṣeddar (premier mouvement).
  - Qṣîd ǧwāb 
 qui accompagne le Kūrsi al-mṣeddar, certaines tūšiyya, les réponses instrumentales du mṣeddar  (ǧwāb), certains inqilāb et hawzi ainsi que dans la slislat mîzān al-qṣîd.
2. Mîzān al-Bašraf :  se décline comme le précédent, en deux formes :
  - bašraf qawl 
 qui accompagne le chant du bṭāyḥī (second mouvement).
  - bašraf ǧwāb 
 qui accompagne le Kūrsi al-bṭāyḥī, certaines tūšiyya, les réponses instrumentales du bṭāyḥī (ǧwāb), certains inqilāb .
3. Mîzān a-Derǧ 
 : accompagne le Kūrsi a-derǧ, le chant et les réponses instrumentales du derǧ (troisième mouvement).
  - Dans les bṭāyḥī composés il existe un mîzān derǧ ẖafif (derǧ rapide) obtenu en accélérant le tempo du mîzān a-derǧ[note 2].
4. Mîzān al-Inṣirāf 
 : accompagne l'inṣirāf (quatrième mouvement).
5. Mîzān al-Meẖles 
 : accompagne le meẖles (cinquième mouvement).
6. Mîzān a-Sufyān 
.
7. Mîzān al-Gubbāḥi 
 ou 
.
8. Mîzān Barwāli 
.

### La nuba
Dans l'école de Tlemcen (San’a, Gharnata), une nouba est une suite ordonnée de pièces vocales et instrumentales qui s’articule autour de cinq mouvements dont le rythme progresse du très lent au très léger et qui sont réparties en deux phases théoriques, la première comportant les trois premiers mouvements (mṣeddar, bṭāyḥī et derǧ) et la seconde, les deux derniers (inṣirāf et meẖles). Enfin, le nom de chaque mouvement est tiré du rythme cyclique qui le soutient.

#### Structure d'une nouba
| Pièce                       | Description | Rythme |
| --------------------------- | --- | --- |
| Première phase              | | |
| Dāyrā                       | Pièce vocale (prélude) non mesurée consistant en la vocalisation de syllabes vides (tlāliyāt) composées des consonnes L et N, ainsi, les musiciens chanteront en chœur « Len yā lālān ! » en passant en revue, toutes les notes caractéristiques du mode considéré. NB sur les seize modes connus, deux uniquement, conservent leur dāyrā ; le dil et le gherib. | |
| Mšālyā                      | Pièce instrumentale (prélude) non mesurée servant à l’exposition du mode (principal et des modes voisins utilisés dans son développement) –exposition des notes caractéristiques- et à introduire l’auditoire dans son atmosphère, elle sert également à l’accord des instruments et joue le rôle d’une pré-introduction rythmique (à la tūšiyya).               | |
| Tūšiyya                     | Ouverture instrumentale mesurée et composée de plusieurs phrases (chacune se répétant une fois) dans lesquelles se succèdent une série de signatures rythmiques rappelant les cinq mouvements qui constituent la nuba (du mode considéré), il s’agit donc d’une ouverture à programme.                                                                           | (tempo = 110) - Mesure à 4/8 (mîzān bašraf (bashrâf)) - Mesure à 8/8 (mîzān qṣîd) - Mesure à 6/8 (mîzān inṣirāf ou meẖles)                                                                    |
| Mšālyā                      | (voir plus haut) | |
| Kūrsi al-mṣeddar            | Assise mélodico-rythmique du premier mouvement. | - Mesure à 8/4 (mîzān qṣîd instrumental) |
| Kūrsi al-mṣedrayn           | Assise mélodico-rythmique séparant deux mṣeddar. | |
| Mṣeddar Premier mouvement   | Pièce vocale et instrumentale (une ou plusieurs), lente et solennelle, elle est considérée comme la pièce maîtresse de la nuba. | - Chant : mesure à 16/4 (mîzān qṣîd chant) et un tempo = 120 - Réponse instrumentale (al-ǧawab) : mesure à 8/4 ou à 8/8 (mîzān qṣîd instrumental) et un tempo = 130                           |
| Kūrsi al-bṭāyḥī             | Assise mélodico-rythmique du second mouvement. | |
| Bṭāyḥī Second mouvement     | Seconde pièce vocale et instrumentale (une ou plusieurs). | - Chant : mesure à 4/4 (mîzān bašraf (bashrâf) chant) et un tempo = 50 - Réponse instrumentale (al-ǧawab) : mesure à 2/8 ou 4/8 (mîzān bašraf (bashrâf) instrumental) et un tempo = 100 à 110 |
| Kūrsi ad-derǧ               | Assise mélodico-rythmique du troisième mouvement. | |
| Derǧ Troisième mouvement    | Troisième pièce vocale et instrumentale (une ou plusieurs). | - Mesure à 3/4 ou à 6/8 (mîzān derǧ) et un tempo = 48 |
| Istiḥbār                    | Prélude vocal non mesuré où le musicien fait étalage de son inspiration et de sa virtuosité. Il en existe dans les modes fondamentaux : mawwāl, zîdān, ğārka; raml al-māya, ‘irāq maṭlūq, ‘irāq maḥṣūr, sîka et mazmûm. | |
| Seconde phase               | | |
| Tūšiyyet al-inṣirāfāt       | Long interlude instrumental servant à introduire le quatrième mouvement (inṣirāf) et permet aux musiciens de reposer leur voix. NB Il n’en reste que deux pièces, celle du mode gherîb et celle du mode hsîn. En son absence, un kūrsi al-inṣirāf le remplace.                                                                                                   | |
| Inṣirāf Quatrième mouvement | Quatrième pièce vocale et instrumentale (une ou plusieurs). | - Mesure à 6/8 (tempo lent) (mîzān inṣirāf) |
| Meẖles Cinquième mouvement  | Cinquième pièce vocale et instrumentale (une ou plusieurs). | - Mesure à 6/8 (tempo rapide) (mîzān meẖles) |
| Tūšiyyet al-kamāl           | Pièce instrumental servant à clore la nuba. Elle sert également à introduire une autre nuba (si plusieurs nuba de différents modes s’enchaînent). NB Il n’en reste que deux pièces, celle du mode gherîb et celle du mode hsîn. | |

### La nubat əl-inqilābāt
Il s'agit d'une suite de pièces vocales (mouachah et zadjal) et instrumentales où se succèdent différents modes et différentes structures rythmiques (mîzān əl-qṣîd ǧwāb (8/4), mīzān ə-sofyān (7/4), mîzān əl-bašrāf ǧwāb (4/4) et bašrāf qawl (8/4), mîzān əl-Gūbbāḥī (4/4) et mîzān əl-inṣirāf (6/8)), contrairement à la nuba classique qui adopte un seul mode.
Elle repose sur une structure particulière :
- al-Mšālyā əl-Kbīrā ((ara) المشالية الكبيرة) : prélude instrumental non mesuré.
- Tūšiyya : ouverture instrumentale.

Certaines tūšiyya sont empruntées à la nuba :
- - Tūšiyyet inṣirāfāt al-Ġrīb ((ara) توشية انصرافات الغريب), empruntée à la nuba Ġrīb.
  - Tūšiyyet inṣirāfāt al-Ḥsīn ((ara) توشية انصرافات الحسين), empruntée à la nuba Ḥsīn.
  - Tūšiyyet Ġrībat əl-Ḥsīn ((ara) توشية غريبة الحسين), empruntée à la nuba Ġrībat əl-Ḥsīn.

D'autres, sont typiques à nubat əl-inqilābāt :
- - Tūšiyya əl-Kbīrā ((ara) التوشية الكبيرة)
  - Tūšiyyet Ṣabāḥ əl-ʿarūs ((ara) توشية صباح العروس)
  - Tūšiyyet Bašrāf əl-Ḥsīn ((ara) توشية باشراف الحسين)
  - Tūšiyyet Bašrāf Raml əl-Māya ((ara) توشية باشراف رمل الماية)
  - Tūšiyyet Tšambar ə-Sīkā ((ara) توشية تشمبار السيكاه)[note 3]
  - Tūšiyyet Tšambar al-'Iraq ((ara) توشية تشمبار العراق), également appelée Tūšiyyet əl-msīka ((ara) توشية المسيكة) ou Tūšiyyet əl-kamānǧa ((ara) توشية الكمانجة).
  - Tūšiyyet Tšambar Raml əl-Māya ((ara) توشية تشمبار رمل الماية), également appelée Tūšiyyet mīzān ə-sofyān ((ara) توشية ميزان الصفيان).
- Istiḥbār ((ara) استخبار) : également appelé al-ʿayṭī ((ara) العيطي) ou a-Ṣyāḥ ((ara) الصياح), désigne un interlude musical non mesuré où le chanteur chante un court poème dans le mode dans lequel seront jouées les Inqilābāt à venir :
  - Istiḥbār Mawwāl : annonce les Inqilābāt du mode Mawwāl.
  - Istiḥbār Sāḥlī : annonce les Inqilābāt du mode Sāḥlī.
  - Istiḥbār Ǧārkā : annonce les Inqilābāt du mode Ǧārkā.
  - Istiḥbār 'Iraq : annonce les Inqilābāt du mode 'Iraq.
  - Istiḥbār Məzmūm : annonce les Inqilābāt du mode Məzmūm.
  - Istiḥbār Sīkā : annonce les Inqilābāt du mode Sīkā.
  - Istiḥbār Raml əl-Māya : annonce les Inqilābāt du mode Raml əl-Māya.
  - Istiḥbār Zīdān : annonce les Inqilābāt du mode Zīdān.
- kūrsi əl-Inqilāb ((ara) كرسي الانقلاب) : introduction musicale instrumentale servant à introduire le mode du inqilāb, son rythme et son tempo. Il est exécuté avant chaque inqilāb.
- əl-Inqilāb ((ara) الانقلاب) : pièces vocales (mouachah et zadjal) :
  - Inqilābāt Mawwāl.
  - Inqilābāt Sāḥlī.
  - Inqilābāt Ǧārkā.
  - Inqilābāt 'Iraq.
  - Inqilābāt Məzmūm.
  - Inqilābāt Sīkā.
  - Inqilābāt Raml əl-Māya.
  - Inqilābāt Zīdān.
- Meẖles ((ara) المخلص) : chaque nubat inqilābāt se termine par un meẖles dans le même mode que celui des inqilābāt joués précédemment.

La succession des modes suit ce schéma : Mawwāl (Do), Zīdān (Ré), 'Iraq (Mi), Məzmūm (Fa), Ǧārkā (Sol), Raml əl-Māya (La) et enfin, Sīkā (Si). Le passage entre chacun se fait quant à lui, par modulation lors de l’exécution du dernier inqilāb ou du meẖles en mettant en évidence la note principale ((ara) قرار الطبع, qarāru ə-ṭṭabʿ) du mode suivant à la suite de quoi, une nouvelle nubat inqilābāt est exécutée en partant d'une nouvelle tūšiyya jusqu'au meẖles.

### Slisla
Slisla (سليسلة), litt. « petite chaîne » (diminutif de سلسلة : silsila, « chaîne »), désigne une nubat inqilābāt dont les pièces (inqilābāt) évoluent dans la même structure rythmique (mīzān), telles que slislet mîzān əl-qṣîd, slislet mīzān ə-ṣofyān, slislet mīzān əl-bašraf et slislet mīzān əl-inṣirāf.
Chaque slisla débute par une mšālyā et une tūšiyya d'un mode et d'une structure rythmique proches de ceux de la slisla, et se termine par un meẖles.

### Qadriyya
La qadriya  est une courte pièce vocale composée en 
 (mîzān əl-inṣirāf) et sur des mélodies appartenant à sept modes dont le mawwāl, le zīdān, la ğārkā, le raml əl-Māya, l'‘Irāq et la sīkā.

## Poésie
L'héritage poétique du répertoire de Sana'a ou Gharnata est d'une grande richesse, et ce, depuis des siècles. Parmi les contributions les plus anciennes, il y a de nombreux textes issus de poètes de l'époque classique. Parmi ceux-ci, les œuvres du poète arabe, Abou Nouwas (757-815), se distinguent particulièrement par leur forme chantée. En tant que poésie intégrée à la tradition andalouse, il s'agit peut-être de l'héritage le plus ancien, remontant à l'époque de Ziriab.
Depuis le XIIe siècle, cette musique s'est totalement renouvelée à partir de textes poétiques inspirés par le nouvel élan du zadjal, qui a progressivement remplacé le mouachah pour finalement donner naissance au Zadjal-Beldi. L'ère du zadjal n'a cependant pas empêché les poètes de continuer à composer dans les deux formes. C'est le cas, par exemple, du poète-médecin tlemcénien Abi Djamaa Talalissi et-tilimsani.
Djelloul et Amokrane al-Hafnaoui évoquent dans leurs travaux les contributions des poètes et lettrés du Maghreb central (Algérie), notamment ceux qui ont créé un grand nombre de mouachahs, présents dans le répertoire musical. Parmi ces éminents auteurs figurent Ibn Khalaf, Ibn Kharaz al-Bidjaï, ainsi qu'Ali Ibn Zeîtouni. Dans son ouvrage consacré à l'histoire de la littérature en Algérie, l'historien Mohamed ben Aamrou Temar mentionne également un groupe de poètes remarquables qui se sont illustrés dans le genre du mouachah. Parmi eux, nous trouvons Abi Ali hassan ben al-Fakkoun al-qoçantini, Mohamed al-Arissi, ainsi que Shams eddine Mohamed ben Afif eddine tilimsani, connu sous le nom de chab eddharif.
La musique gharnati est composée en grande partie d'œuvres poétiques chantées d'auteurs de Tlemcen, ayant vécu à l'époque zianide et de leurs contemporains, jusqu'au début du XIXe siècle :
- Mali al ghamam, Mali Chamoul, de Mohamed Ibn Khamis (XIIIe siècle)[30]
- Layali sourour (« Les nuits du bonheur ») d'Ibn Benna tilimsani (XIVe siècle)[29]
- Al farâj qârib, du sultan zianide Abou Hammou Moussa II (XIVe siècle)[30]
- Mali ala al-chawqi mouîn, d'Al-Qaïssi et-tighri tilimsani, (XIVe siècle)[30]
- Sabahou yasbah (« Le matin fait jour ») du médecin né à Grenade, mort à Tlemcen Abi Djamaa Talalissi (XVe siècle)[29]
- al-Miraj (« L'ascension »), Alqî oudnak[30], de M'barek Bouletbag (XVIIe siècle)[29]
- Açabani mard al-hawa, Ibn Nachit tilimsani(XVIIe siècle)[30]
- Ana ouchkati fi soultan (« Mon estime pour le roi »), Ya man sakan sadri, Ya houmiyatou Loum[30], de Saïd El-Mendassi (XVIe siècle)[29]
- Hark dhana mouhdjati (« La blessure hante mon âme ») de Ahmed Ben Triki (XVIIe siècle)[29]
- Saraqa al ghousnou qadda mahboubi (« Un surgeon à la taille de ma Bien aîmée »), Aliftou al-bouka, al djamal fettan[30], de Ahmed Ben Triki
- Bil-Hawa qâlbi taalak (« L'amour a suspendu mon cœur »), de Ahmed al-Bekri (XVIIe siècle)[29]
- Ya kalbi khalli al hal yamchi aala halou (« Ô mon cœur laisse au temps son cours »), Fah al wardou oua soussan, zad al-houbou wadjdi[30] de Mohammed Benmsayeb (XVIIIe siècle)[29]
- Koum tara darahim ellouz (« Viens admirer les pétales de l'amandier »), Daa sabri (« Ma patience n'a que trop duré »), de Mohamed Bendebbah (XVIIIe siècle)[29].
- Rît al-qamar qâd ghas, Natfaradj maâk, Boumédiène Bensahla (XVIIIe siècle)[30]
- Ya habibi aalâch djafit, Ahmed Ben Antar (XVIIIe siècle)[30]
- Ya aâchiqin nar al-mahiba, Mohamed Touati (XVIIIe siècle)[30]
- Hadjou aliya tafakar (« Les souvenirs ont envahi mon esprit ») (Qâdriya), anonyme[29]
- Ya lalla behouak (« Ô ma belle je suis amoureux de toi ») (Qâdriya), anonyme[29]
- Ouchki ma fi khir (« Mon amour n'est pas dans le bonheur ») (Qâdriya), anonyme[29].

En outre lors de son séjour à Sidi Abou Madyane, Sidi Lakhdar Ben Khlouf composa plusieurs de ses élégies chantées dans la sanaa, tel que Tahia bikoun koullou ardin tanzilouna biha et Lamma bada minka el kaboul.
Parmi les poètes andalous :
- Ibn hardous : Ya djabiri (m'ceddar raml al- maya)
- Ahmed b. Mohamed b. Abderrahmane (al-Khalouf) : Djarada al-oufoukou sarimou al-fadjri (inçiraf h'sin)
- Ibn Baqi : Rani bi-l-afrah
- Ibn al-Khatib (1313-1374) : Ya ouhila al-hima (inçiraf h'sin, zidan mokhlas)
- Al-imam as-Schustari (1213- 1269) : Ya ghusnou al-naqâ (inçiraf sika)
- Ibn Sahl de Séville (1213-1250) : Laylati anti laïlatou al-qadri (n'qlab sika)
- Ibn Zamrak (1339-1393) : Ya rabbi badroun zarani (btaïhi ghrib)

## Congrès de musique arabe du Caire (1932)

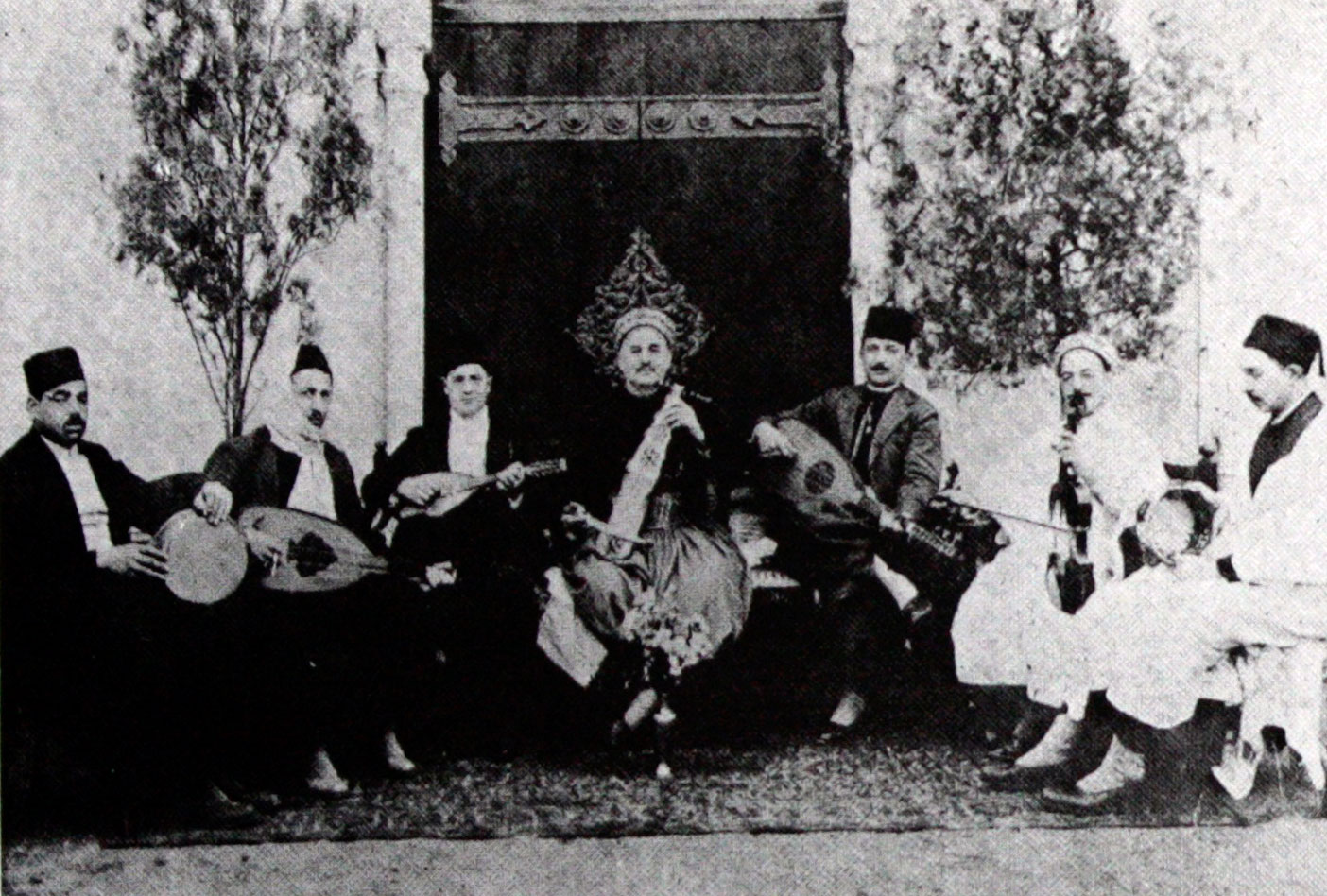
L'ensemble algérien ayant participé au congrès du Caire (1932) sous la direction du Cheikh Larbi Bensari.

L'école de Tlemcen avait été choisie pour représenter l'Algérie au premier congrès de la musique arabe ayant eu lieu au Caire, en 1932 par un orchestre dirigé par Hadj Larbi Bensari au rebāb, accompagnés de ses deux fils, Redouan et Mohammed ben Sari à la kamandja, d'Ahmed ben Sari à la snītra et au chant, son cousin, de Mohammed ben
Sari à la kamandja, de Mohamed ben Sari au tār, d'Abdallah ben Mansour (alias Khalid Ould Sidi Aissa) à la darbouka, d'Abdelhamid Settouti au ney, et de Omar Bekhchi à la Kuitra.
L'ensemble y avait interprété plusieurs morceaux issus des différentes nûbas du répertoire de Tlemcen ainsi que des morceaux issus du répertoire populaire tlemcénien, dont le registre hawfi.
Lors du 6ème Printemps Musical d'Alger, l'association Ennahda, un orchestre de jeunes musiciens d'Oran, a joué la nouba Raml al-'ashiya dans une forme presque identique à celle exécutée par l'orchestre de Larbi Bensari lors du Congrès du Caire en 1932. Les textes, mélodies et rythmes étaient identiques (à l'exception du rythme qsîd qui a accompagné la tûshiya).

## Artistes représentatifs

### Algérie

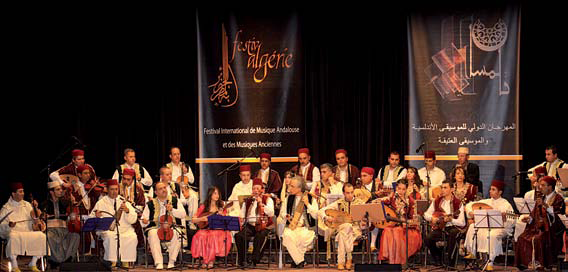
Orchestre de musique de Tlemcen

#### Auteurs-compositeurs
- Mohamed ibn al-Khamis[37] [1252-1369]
- Abou Hammou Moussa II[38] [1324-1388], huitième sultan de la dynastie zianide
- Abu Abdallah Muhammad Ibn al-Banna a-Tilimsani[38] (XIVe)
- Abu Abdallah Muhammad Abi Djumaa Talalisi[38] (né en 1330), médecin et poète de la cour zianide[39].
- M'barek Bouletbag[38]
- Abou Othmane Said El Mendassi[38] [1583-1677]
- Ahmed al-Bekri[38] (XVIIe)
- Ibn Nachit[39] (XVIIe)
- Ahmed Ben Triki[38] [1650-1750]
- Abou Abdillah Mohamed Ben Ahmed Ben Msayeb[38] [1688-1768]
- Moulay Ahmed Ben Antar[40] (XVIIIe)
- Mohamed Bendebbah a-Tilimsani[38] (XVIIIe)
- Mohamed Touati[40] (XVIIIe)
- Boumédiène Bensahla[37] [XVIIIe-1797]
- Larbi Bensari [1872-1964]

#### Grands maîtres

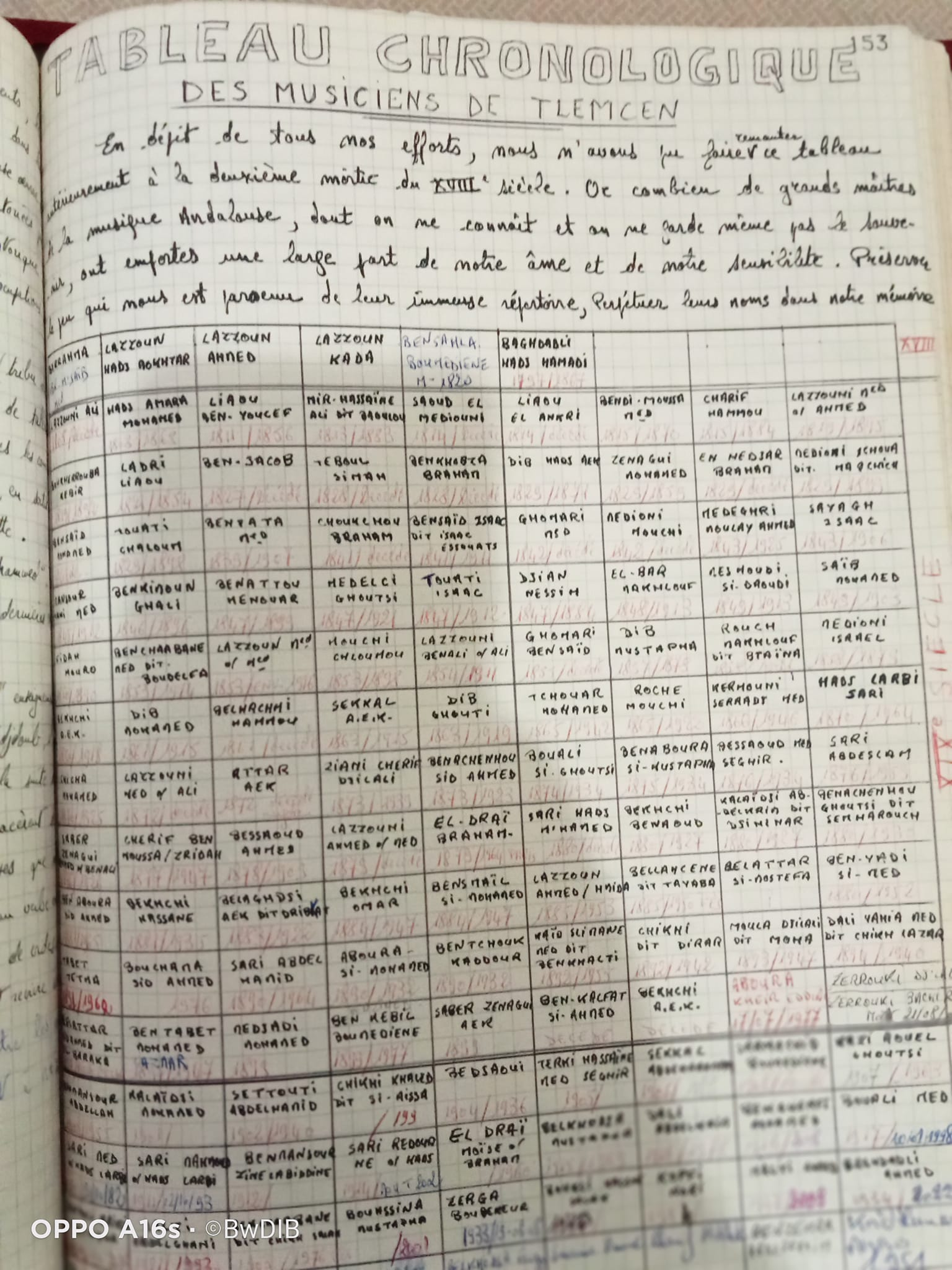
Un tableau chronologique manuel des musiciens Andalouse de Tlemcen.

- Abdelkader KERMOUNI SERRADJ [1855-1946]
- Abdelkrim Dali [1914-1978]
- Abderrahmane Sekkal [1910-1985]
- ABDESELAM BENSARI
- Amine KALFAT [1942-]
- Amine MESLI [1955-2006]
- Bachir ZERROUKI [1924-2004]
- Cheikha Tetma [1891-1962]
- El Hadj Hammadi BAGHDADLI [1797-1867]
- El Hadj Mohamed El Ghaffour [1930-]
- Fewzi KALFAT [1959-]
- Ghaouti DIB [1863-1917]
- Salah BOUKLI-HACENE [1946-]
- Mahieddine Kamal MALTI [1929-2011]
- Khair-Eddine ABOURA [1908-1977]
- Larbi Bensari [1872-1964]
- Lazaar BEN DALI YAHIA [1894-1940]
- Maallem Mohamed TCHOUAR [1845-1933]
- Maâlem Ichoua MEDIONI dit "Maqchich" [1829-1899]
- Maklouf ROUCH dit "B'teina" [1858-1931]
- Ménouar BENATTOU [1847-1899]
- Mahmoud BENSARI
- Mohamed BENCHAABANE dit "Boudelfa" [1853-1914]
- Mohamed BENGHEBRIT
- Mohamed BENSMAÏL [1892-1940]
- Mohammed BOUALI
- Mohamed DIB [1861-1915]
- Mohamed Seghir BESSAOUD [1876-1930]
- Moulai Ahmed MEDEGHRI [1843-1925]
- Moulay Djilali ZIANI-CHERIF [1873-1939]
- Mustapha ABOURA [1875-1935]
- Mustapha BELKHODJA [1917-1968]
- Mustapha Senouci BRIXI [1919-2010]
- Omar BEKHCHI [1884-1958]
- Redouane BENSARI [1914-2002]
- Reinette l'Oranaise
- Rifel Mahmoud KALFAT
- Saoud l'Oranais
- Yahia GHOUL

#### Célébrités algériennes actuelles
- Amina KARADJA
- Anis Amanallah KALFAT
- Badr Eddine KHALDOUN
- Brahim HADJ KACEM
- Dalila MEKADDER
- Karim BOUGHAZI
- Khalil BABA AHMED
- Nisrine GHENIM
- Nouri KOUFI
- Rym HAKIKI
- Larbi LOUAZANI
- Leila BENMRAH
- Lila BORSALI

### Maroc
Le gharnati est une importante composante des musiques arabo-andalouses au Maroc.
Ses interprètes :
- Amina Alaoui
- Hajj Ahmed Piro
- Hajj Ahmed Zniber
- Bahaâ Ronda
- Cheikh Mhohamed Salah Chaaban
- Professeur harfi mostafa

## Festivals
- Festival "Hadrat El Andalous" de Tlemcen[41]
- Festival de la musique gharnatie à Oujda[42]

## Discographie
1. Congrès de musique arabe du Caire 1932, Algérie : école de Tlemcen, Orchestre El Hadj Larbi Bensari, Gramophone, 1932.
2. Algérie : Anthologie de la musique arabo-andalouse, Vol. 3, Amine MESLI & l'ensemble Nassim El Andalous, La Nûba Çika, 1992.
3. Algérie : Anthologie de la musique arabo-andalouse, Vol. 4-5, Ensemble Ahbab Cheik Larbi Bensari, Nûba Zidane, 1994.
4. Algérie : Anthologie de la musique arabo-andalouse, Vol. 4-5, Ensemble Ahbab Cheik Larbi Bensari, Nûba des Înklabat', 1994.
5. Algérie : Anthologie de la musique arabo-andalouse, Vol. 4-5, Ensemble Ahbab Cheik Larbi Bensari, Mode Moual, 1994.
6. Algérie : Anthologie de la musique arabo-andalouse, association culturelle Riad El Andalous de Tlemcen, Nouba Gheribet El Hsin, Lazer Production, LP 083, 2000.
7. Algérie : Anthologie de la musique arabo-andalouse, Ensemble Mustapha BELKHODJA d’Oran, Nouba Dîl, 2000/2001.
8. Algérie : Anthologie de la musique arabo-andalouse, Ensemble Mustapha BELKHODJA d’Oran, Nouba Gherib, 2000/2001.
9. Algérie : Anthologie de la musique arabo-andalouse, Ensemble Mustapha BELKHODJA d’Oran, Nouba Maya, 2000/2001.
10. Algérie : Anthologie de la musique arabo-andalouse, Ensemble Mustapha BELKHODJA d’Oran, Nouba Raml El-Maya, 2000/2001.
11. Algérie : Anthologie de la musique arabo-andalouse, Ensemble Mustapha BELKHODJA d’Oran, Nouba Rasd, 2000/2001.
12. École de Tlemcen (musique arabo-andalouse), vol. 2, Abdelkrim DALI & Cheïkha Tétma, DALI Nûba Zidane, 2013.
13. Ensemble Ahmad Pirou : musique gharnâti, Nûba Ramal, INEDIT, 1991.
14. Ensemble Albaycin : Nawba dans le mode Grib, NordSud, CDAL 223, 1996.
15. Ensemble Albaycin : Nawba dans le mode Sika, NordSud, CDAL 247, 1996.
16. 1er Festival algérien de musique andalouse en 1967, Vol. 6, Abdelkrim DALI, Istikhbar Zidane & Derdj Mdjenba « Min hobbi had el Ghazala », 1967.
17. 1er Festival algérien de musique andalouse en 1967, Vol. 6, Orchestre el Andaloussia d'Oran, Extraits d'une nouba Raml Maya, 1967.
18. Maître Sid Ahmed Serri et L'Ensemble Albaycin : Nawba Hsin, Tarab Arabo-Andalou, NordSud, CDAL 271, 1997.
19. Mohamed KHAZNADJI et L'Ensemble Albaycin : Nawba Mazmum, Alsur.